# Ікома (авіаносець)
Ікома (яп. 生駒) — важкий японський авіаносець часів Другої світової війни типу «Унрю», шостий в серії.

## Історія
Авіаносці типу типу «Унрю» розроблялися за програмою 1941 року як поліпшений варіант авіаносця «Сорю», але з меншою водотоннажністю, технологічними і дешевшими у виготовленні. У 1942 році замість запланованих двох кораблів збільшили замовлення до 7, а потім ще на 8 одиниць. Однак цим планам не судилося збутися — з 15 замовлених кораблів реально заклали лише 6, а добудували тільки 3.
Авіаносець «Ікома» був закладений на верфі «Mitsubishi» в Нагасакі 5 липня 1943 року, був спущений на воду 17 листопада 1944 року, добудову припинили у січні 1945 року, коли корабель перебував у 60 % готовності.
24 липня 1945 корпус «Ікома» був пошкоджений внаслідок повітряного нальоту на Куре.
Демонтований 1947 року в Тамано та зданий на злам.